# Microrregión de São Félix do Xingu
La microrregión de São Félix do Xingu es una de las microrregiones del estado brasileño del Pará perteneciente a la mesorregión del Sudeste Paraense. Su población fue estimada en 2006 por el IBGE en 92.245 habitantes y está dividida en cinco municipios. Posee un área total de 120.592,559 km².

## Municipios
- Bannach
- Cumaru do Norte
- Ourilândia do Norte
- São Félix do Xingu
- Tucumã

- Datos: Q542409